# Commission de sécurité nationale

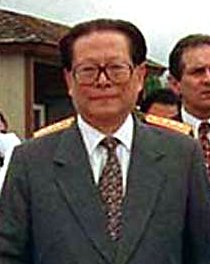
Jiang Zemin, premier à conceptualiser de la commission

La Commission de sécurité nationale (CNSC ; 中央国家安全委员会) est une commission du Comité central du Parti communiste chinois (PCC) chargée du travail et de la coordination en matière de sécurité nationale.
La proposition de création d'une commission chargée de la sécurité nationale a été formulée par le secrétaire général du PCC, Jiang Zemin, en 1997, mais elle n'a jamais été mise en œuvre par crainte d'une concentration excessive de pouvoirs entre les mains d'une seule personne. Après l'attentat américain contre l'ambassade de Chine à Belgrade en 1999, le Groupe restreint de direction de la sécurité nationale centrale (GSDNC) a été créé en 2000. La commission a été créée lors de la troisième session plénière du 18e Comité central du PCC en novembre 2013, dans le cadre de ce qui était considéré comme un regroupement majeur de la structure du Parti. Les analystes ont considéré la création de la CNSC comme l'un des résultats les plus concrets et marquants de la session plénière, point culminant d'un débat interne de plus de dix ans sur la nécessité pour la Chine de se doter d'un conseil de sécurité nationale.
La commission a fonctionné dans le plus grand secret, étant décrite par le New York Times comme « l'un des organes les plus secrets d'un État secret ». Sa taille, son personnel et ses pouvoirs ne sont pas rendus publics. Elle comprend également des comités locaux dans les provinces, les villes et les comtés, qui se concentrent sur les menaces intérieures telles que la dissidence et les manifestations. Depuis sa création, la CNSC est présidée par le secrétaire général du PCC, Xi Jinping.

## Histoire
La conception initiale du CNSC est née sous l'ère Jiang Zemin en 1997, avec une proposition de Wang Daohan, plus tard président de l'Association pour les relations à travers le détroit de Taiwan. Jiang s'était intéressé au Conseil de sécurité nationale des États-Unis lors de sa visite d'État aux États-Unis cette année-là. Craignant que la création d'un tel organe ne confère trop de pouvoir au dirigeant, qui dirigerait à la fois la commission et la Commission militaire centrale, cette proposition n'a jamais été mise en œuvre.
La proposition a été réexaminée en 1999 après l'attentat américain contre l'ambassade de Chine à Belgrade, en raison des inquiétudes suscitées par le temps mis par les différentes agences de sécurité de l'État pour recueillir des informations sur l'incident et les communiquer aux dirigeants chinois, ce qui a conduit à la création du Groupe restreint de direction de la sécurité nationale centrale (NSLSG) en 2000, chargé de coordonner la réponse aux crises de sécurité nationale.
Xi Jinping a ensuite relancé cette idée dans le cadre de ses réformes de politique étrangère et de sécurité, afin de surmonter les problèmes accumulés depuis de nombreuses années. Sa création a été discutée lors de la troisième session plénière du 18e Comité central du PCC en novembre 2013, lors de ce qui a été considéré comme un « regroupement majeur au sommet du pouvoir du PCC ». Le porte-parole du ministère des Affaires étrangères (MAE), Qin Gang, a déclaré que le CSN viserait à lutter contre les « trois maux », à savoir le terrorisme, le séparatisme et l'extrémisme religieux.
Le Politburo a tenu une réunion pour étudier et décider de la création de la commission le 24 janvier 2014, et a décidé que Xi Jinping en serait le président. Le CNS a tenu sa première réunion le 15 avril 2014, où Xi Jinping a formulé le concept de « grande sécurité », affirmant que la Chine « devrait adopter une approche globale de la sécurité nationale, renforcer la confiance du peuple chinois dans la voie, les théories et le système du socialisme aux caractéristiques chinoises distinctives, et assurer une paix et une stabilité durables en Chine ». Ces définitions englobent à la fois la sécurité intérieure et les menaces étrangères.
Entre avril 2014 et 2018, la CCSN n'a tenu aucune réunion publique. En 2018, elle a tenu sa deuxième réunion publique. Entre mars et avril 2020, la Commission a tenu sa troisième réunion publique. En mai 2023, la Commission a tenu sa première réunion publiquement annoncée après le 20e Congrès du PCC en 2022.

## Fonctionnement
Après sa création, on a supposé que la CNSC viserait à consolider le leadership politique de toutes les composantes de l'appareil de sécurité contrôlé par le Parti communiste, y compris celles dirigées par Zhou Yongkang, ancien membre du Comité permanent du Politburo (CPP). Ces composantes seraient regroupées en une seule entité placée sous le commandement direct du Secrétaire général du Parti communiste chinois. On a également supposé qu'elle serait chargée de la stratégie de sécurité nationale, de la gestion de crise et des liens avec les agences de sécurité nationale étrangères.
L'explication la plus courante de la création de la CNSC est liée au style personnel et au leadership de Xi Jinping, et, aux yeux des commentateurs, à son ambition de s'emparer du pouvoir. Ces facteurs personnels coïncident cependant avec le fait que la Chine exerce un pouvoir national bien plus important. Xi Jinping souhaite que la Chine joue un rôle plus important dans les affaires mondiales. Un mécanisme comme le CNSC lui permettrait donc de planifier et de mettre en œuvre, depuis le centre, des idées de « grande stratégie » et une « diplomatie des grandes puissances ».
Le CNSC répondrait ainsi aux ambitions de Xi Jinping pour une « diplomatie de grande puissance aux caractéristiques chinoises », plutôt qu'aux agendas plus discrets de politique étrangère des administrations précédentes. L'existence d'un Conseil de sécurité nationale contribue à l'« auto-identification de la Chine comme grande puissance dans les affaires mondiales ». Cela nécessite également une capacité diplomatique plus avancée, une tâche à laquelle le CNSC est censé contribuer.
Le New York Times a décrit la commission comme « l'un des organes les plus secrets d'un État secret », dont « la taille, le personnel et les pouvoirs restent flous ». Les réunions de la Commission ont lieu environ une fois par an, mais elles ne sont généralement mentionnées que sur les sites web locaux des partis, où sont résumés les ordres du jour du discours. La Commission dispose également de comités de sécurité locaux dans les provinces, les villes et les comtés, qui se concentrent sur les menaces intérieures telles que la dissidence et les manifestations.

## Membres

### Composition de la Commission 2017
La composition de la Commission de sécurité nationale, inaugurée le 17 février 2017, était la suivante :
Président
- Xi Jinping (Secrétaire général du PCC, Président de la République populaire de Chine, Président de la Commission militaire centrale)

Vice-présidents
- Li Keqiang (Membre du Comité permanent du Bureau politique du PCC et Premier ministre du Conseil des affaires d'État)
- Zhang Dejiang (Membre du Comité permanent du Bureau politique du PCC et Président du Comité permanent de l'Assemblée nationale populaire)

Membres du Comité permanent
- Xi Jinping (Secrétaire général du PCC, Président de la République populaire de Chine, Président de la Commission militaire centrale)
- Li Keqiang (Membre du Comité permanent du Bureau politique du PCC et Premier ministre du Conseil des affaires d'État)
- Zhang Dejiang (Membre du Comité permanent du Bureau politique du PCC et Président du Comité permanent de l'Assemblée populaire nationale)
- Wang Huning (Membre du Bureau politique, directeur du Bureau central de recherche politique)
- Li Qibao (membre du Bureau politique, membre du Secrétariat central et chef du Département central de l'information)
- Sun Zhengcai (membre du Bureau politique, secrétaire du Comité municipal du Parti de Chongqing)
- Fan Changlong (membre du Bureau politique, vice-président de la Commission militaire centrale)
- Meng Jianzhu (membre du Bureau politique, secrétaire de la Commission centrale des affaires politiques et juridiques)
- Hu Chunhua (membre du Bureau politique, secrétaire du Comité provincial du Parti du Guangdong)
- Li Zhanshu (membre du Secrétariat central, directeur de la Direction générale du Parti communiste)
- Guo Jinlong (membre du Bureau politique, secrétaire du Comité municipal du Parti de Pékin)
- Han Zheng (membre du Bureau politique, secrétaire du Comité municipal du Parti de Shanghai)
- Yang Jing (secrétaire du Comité central, conseiller d'État, membre du Groupe des dirigeants du Parti du Conseil des affaires d'État) Secrétaire général du Conseil des affaires d'État)
- Guo Shengkun (Conseiller d'État, membre du Groupe dirigeant du Parti du Conseil des affaires d'État, ministre de la Sécurité publique, secrétaire du Parti, secrétaire adjoint de la Commission centrale des affaires politiques et juridiques)
- Zhang Yesui (Secrétaire du Parti et vice-ministre des Affaires étrangères)
- Yang Jiechi (Conseiller d'État, membre du Groupe dirigeant du Parti du Conseil des affaires d'État, directeur du Groupe dirigeant central des affaires étrangères)
- Zhou Xiaochuan (Vice-président du Comité national du Conseil consultatif politique du peuple chinois, gouverneur et secrétaire du Parti de la Banque populaire de Chine)
- Fang Fenghui (Membre de la CMC, chef du Département d'état-major interarmées)
- Zhang Yang (Membre de la CMC, directeur du Département du travail politique)
- Zhao Keshi (Membre de la CMC, directeur du Département du soutien logistique)
- Zhang Youxia (Membre de la CMC, directeur du Département du développement des équipements)